# 芸能界霊能力検定
『芸能界霊能力検定』（げいのうかいれいのうりょくけんてい）とは、2006年7月15日にテレビ朝日の『ドスペ2』枠で放送されたバラエティ番組。

## 概要
霊感が強い芸能人から他人の守護霊を絵に描ける芸能人まで、芸能界に多く存在する霊能力を持つとされる人物をテストして「格付け」していた特別番組。テストは事前に行われており、「霊と会話した事がある」「突然物が落ちる」など40項目に多くチェックが付いた芸能人がゲストに招かれた。出演者が体験した心霊体験はVTRで再現された。

## 出演者

### 司会
- 井戸田潤（スピードワゴン）
- 小沢一敬（スピードワゴン）
- 中山エミリ

### 参加者
- 中村豪（やるせなす）
- 愛川ゆず季
- あびる優
- 假屋崎省吾
- 伊藤かずえ
- 細山貴嶺
- あいはら友子

## 視聴者霊能力チェック
感じる
- 宿泊地などでも落ち着かないことがある
- 陰気くさい場所がわかる気がする
- 寒くないのに鳥肌がたつことがある
- 自殺など不幸が起こった場所に行くと、涙や吐き気、頭痛が出る

見える
- 金縛りにあったことがある
- 霊に話しかけられたことがある
- 人の背後にいる霊（守護霊など）を見たことがある

聞こえる
- 神社などでザワザワ声（思い）が聞こえる
- 霊と話したことがある
- 突然物が落ちたりする

## 霊能力
- 1級：10 - 9 中村豪
- 準1級：假屋崎省吾
- 2級：8 - 7 あびる優
- 3級：6 - 5 細山貴嶺・伊藤かずえ
- 準3級：愛川ゆず季
- 4級：4 - 3
- 5級：2 - 1
- 霊感なし：0

## エピソード
あいはら友子が出演者の守護霊を絵で再現。司会の小沢一敬に「あなたには龍神が付いている、お父さんは名前に“龍”という字が入らない?」と発言した。実際小沢の父親の名前は“龍人”で、見事当ててみせた。